# Miguel Ángel Carballo Cuervo
Miguel Ángel Carballo Cuervo (nascut el 1964) és un jurista espanyol, que exerceix de tinent fiscal de l'Audiència Nacional espanyola des de 2017. Des de 2006 és el responsable del fonamentalisme islàmic al tribunal.

## Trajectòria
El 23 de juliol de 1997, i gràcies a la seva militància a la conservadora Associació de Fiscals (AF), fou un dels 12 membres que integrà el Consell Fiscal, òrgan assessor del fiscal general de l'Estat, després que cedissin les places vacants els fiscals progressistes Pedro Crespo i Isabel de Vicente, vinculats a la Unió Progressista de Fiscals (UPF). En aquella època exercia de fiscal de l'Audiència Provincial de Ciudad Real.
Ingressà l'any 2006 com a fiscal a l'Audiència Nacional responsabilitzant-se dels casos de fonamentalisme islàmic i, des del 2017, del front de presons d'Euskadi Ta Askatasuna (ETA). En el front islàmic s'encarregà de parts de la investigació de l'atemptat de Madrid de l'11 de març de 2004, amb denúncies al Marroc contra alguns implicats que foren jutjats en aquest país. Seguint en la matèria i en relació als atemptats gihadistes succeïts a Barcelona i Cambrils l'agost de 2017, manifestà que la investigació no pogué acreditar l'existència d'un ideòleg al darrere. També exposà el seu desacord davant la possibilitat que els cossos i forces de seguretat actuessin de forma descoordinada en els atemptats, tot valorant la dificultat de fer seguiment a tots els investigats un cop descartats, com fou el cas de l'imam de Ripoll Abdelbaki es Satty.
El 6 d'abril de 2017 fou escollit com a tinent fiscal de l'Audiència Nacional, a proposta del fiscal general de l'Estat José Manuel Maza. D'aquesta forma es convertí en el número 2 a la fiscalia per darrere de Jesús Alonso, fent vàlida tota la feina que desenvolupà dins del tribunal des de l'any 2005.
El 23 de setembre de 2019, coincidint amb la macrooperació contra els independentistes catalans acusats de terrorisme, obtingué la Creu al Mèrit Policial amb distintiu vermell a títol honorífic -sense gaudir pensió-, concedida per la Direcció General de Policia espanyola i lliurada pel ministre de l'Interior en funcions Fernando Grande-Marlaska.

### Acusació contraIosuiPeio
Amb relació a l'atemptat bomba contra la caserna de la Guàrdia Civil de Santa Pola (Baix Vinalopó) del 4 d'agost de 2002 acusà als militants d'ETA Andoni Otegi Eraso (Iosu) i Óscar Celarain Ortiz (Peio) com a responsables de l'acció que causà 2 víctimes mortals i nombrosos ferits. En referència a l'atemptat, Carballó declarà que fou «un miracle» que no causés «més víctimes mortals i ferits de major gravetat». Pels acusats sol·licità una condemna de 590 anys de presó per a cadascú argumentant raons de pes per la gravetat intrínseca de l'atemptat i la seva intencionalitat fredament calculada, fins al punt de voler agafar els agents mentre sopaven. Una de les proves esgrimides al judici fou la documentació confiscada al cap militar d'ETA, Ibon Fernández de Iradi (Susper) en la que Iosu reconeixia els fets i emplaçava autorització a l'organització armada per a seguir cometent atemptats d'aquesta tipologia.

### Acusació contraEgunkaria
El 20 de febrer de 2003, el titular del Jutjat Central d'Instrucció núm. 6 de l'Audiència Nacional, Juan del Olmo, ordenà el tancament de l'únic periòdic publicat íntegrament en basc, Euskaldunon Egunkaria; el tancament de les seves seus a Andoain, Bilbao, Vitòria i Pamplona; l'escorcoll domiciliari, detenció i processament de deu dels seus directius, entre ells Martxelo Otamendi; així com l'escorcoll de les instal·lacions de la Federació Privada d'Ikastoles a Sant Sebastià i les oficines de les revistes Jakin i Argia. El motiu esgrimit fou el «presumpte delicte de pertinença o col·laboració amb l'organització terrorista ETA militar, relativa a la presumpte instrumentalització de les societats mercantils [imputades], dins l'estratègia terrorista». El setembre de 2007, Carballo sol·licità el seu sobreseïment provisional després de no trobar suficients indicis que acreditessin la vinculació del periòdic amb ETA, retirant les acusacions contra els imputats però, en cap cas, la suspensió del periòdic.

### Acusació contraTxapoteiAmaia
Amb relació a la mort del regidor del Partit Popular Miguel Ángel Blanco, el 19 i 20 de juliol de 2006 interrogà en fase judicial als acusats i als familiars de la víctima, recaient la principal acusació sobre els militants d'ETA Francisco Javier García Gaztelu (Txapote) i Irantzu Gallastegui (Amaia). En el primer dia d'intervenció del ministeri fiscal, els acusats es negaren a contestar, evitant així resposta a preguntes com: «dispararen al clatell de Miguel Ángel Blanco Garrido?», «eren conscients del seu patiment?» o «és cert que després del primer tret efectuaren un segon tret per a confirmar la seva mort?». Després comparegué la mare de l'assassinat, Consuelo Garrido, mentre que el pare no fou citat per a evitar un major patiment a la família.

### Acusació contraEl Jueves
El 20 de juliol de 2007, el titular del Jutjat Central d'Instrucció núm. 6 de l'Audiència Nacional, Juan del Olmo, ordenà la retirada dels punts de venda del darrer número de la revista satírica El Jueves. El delicte imputat fou el d'injúries a la Corona, concretament als seus successors, arran de la publicació en portada d'una caricatura dels prínceps mantenint relacions sexuals per tal de cobrar l'ajuda de 2.500 euros per maternitat. El fiscal Carballo, a instància de la Fiscalia General de l'Estat, sol·licità l'ampliació de retirada a les pàgines web i a altres mitjans de difusió. Per a fonamentar la petició invocà l'article 13 de la Llei d'Enjudiciament Criminal i diversos preceptes de la Llei de Servei de Societat de la Informació, que regula l'activitat d'aquest tipus de suport informatiu. Des de la seva creació l'any 1977, aquesta fou la tercera vegada que la revista patí la intervenció judicial, fet que succeí anteriorment en els números 1 i 7.

### Acusació contra cèl·lula dels GRAPO
El 6 de febrer de 2006 una cèl·lula dels GRAPO assassinà a Ana Isabel Herrero i malferí al seu marit Francisco Colell, copropietaris de l'empresa de treball temporal Arquitiempo, en un garatge de Saragossa, després que fracassés la previsió de segrest en el moment que la parella intentà escapar. Davant d'aquests fets, al maig de 2009 l'Audiència Nacional espanyola jutjà els militants dels GRAPO Juan García Martín, Israel Clemente i Xurxo García Vidal com a responsables del crim. Si bé l'estratègia dels GRAPO passà per intentar exculpar a Juan García, membre de la direcció del PCE(r), Carballo el situà a l'escena del crim responsabilitzant-se de la vigilància, tal com expressà contundentment un testimoni del judici. Carballo i l'AVT, com a acusació particular, sol·licitaren 78 anys de presó per a cada un d'ells. El novembre de 2011, el Tribunal Suprem espanyol ratificà la condemna d'entre 66 i 69 anys de presó.

### Acusació contra Aguinagalde i Larretxea
El 3 de desembre de 2008 l'escamot Ezuste d'ETA assassinà a trets a l'empresari basc Ignacio Uría. Després que les autoritats franceses detinguessin i extradissin als militants d'ETA Beñat Aguinagalde Ugartemendia i Joanes Larretxea Mendiola, l'Audiència Nacional espanyola condemnà a 44 anys de presó a cadascun d'ells. Concretament, per assassinat terrorista (25 anys), detenció il·legal terrorista (12 anys), robatori de vehícle amb finalitats terroristes (4 anys i 6 mesos) i danys terroristes (2 anys i 6 mesos). Juntament als ja condemnats Manex Castro Zabaleta i Iraitz Santa Cruz Ugalde, també foren sentenciats a indemnitzar la viuda i els fills de la víctima amb 400.000 euros en concepte de responsabilitat civil. Inicialment, l'acusació plantejada pel fiscal Carballo elevà la condemna a 59 anys per a cadascun d'ells.

### Acusació contra l'ANC i Òmnium
El 20 de setembre de 2017 la Guàrdia Civil inicià l'operació Anubis, per ordre de Juan Antonio Ramírez Sunyer, titular del Jutjat d'instrucció número 13 de Barcelona, amb motiu de la convocatòria d'un referèndum sobre la independència de Catalunya, declarat il·legal pel Tribunal Constitucional espanyol. L'operació policial comportà l'escorcoll de diverses conselleries de la Generalitat de Catalunya, dependències vinculades i domicilis particular, així com la detenció de 15 alts càrrecs, treballadors públics i responsables d'empreses col·laboradores. Durant el registre a la seu de la Conselleria d'Economia i Hisenda, situada a Barcelona, Carballo veié indicis de delicte en el presumpte setge al que fou sotmesa la comitiva judicial.
En conseqüència, l'endemà presentà la primera querella per sedició a l'Audiència Nacional. Aquesta fou expressada genèricament, comportant la possibilitat a obrir una causa general a tots els congregats davant la seu aquell dia però, a la vegada, especificant al detall el paper agitador del president de l'Assemblea Nacional Catalana, Jordi Sànchez, i del president d'Òmnium Cultural, Jordi Cuixart. Textualment, manifestà que es volia «imposar un referèndum independentista inconstitucional per la força de la intimidació, fent saber a l'estat la seva intenció i capacitat d'actuar, fins i tot violentament, en cas d'una eventual oposició». La querella fou admesa per la jutgessa Carmen Lamela, que envià a Sànchez i Cuixart a presó preventiva, en règim incondicional, acusats de sedició. Dies després, Carballo s'oposà a la sortida en llibertat condicional dels dos dirigents socials, i Lamela acceptà el suggeriment.

### Acusació contra la Conselleria d'Interior
Arran del registre a la seu de la Conselleria d'Economia i Hisenda, emmarcada en l'operació Anubis anteriorment citada, Carballo, juntament amb Miguel Cuervo i Pedro Rubira, redactà l'informe d'acusació contra el major dels Mossos d'Esquadra Josep Lluís Trapero, el director de la policia autonòmica Pere Soler i el número 2 de la Conselleria d'Interior Cèsar Puig, sol·licitant per a tots tres una pena d'11 anys de presó i 11 anys d'inhabilitació. L'acusació venia fonamentada per haver «dissenyat de forma deliberada uns mecanismes d'actuació que impediren als agents dels Mossos poder complir amb les instruccions donades pel Ministeri Fiscal i amb les resolucions del Tribunal Superior de Justícia de Catalunya» durant els mesos de setembre i octubre de 2017. Paral·lelament, a l'intendent Teresa Laplana li sol·licità 4 anys de presó pel delicte de sedició.
D'aquesta forma, la Fiscalia considerà com a provat que els comandaments superiors de la policia catalana «se sumaren al pla secessionista, posant a disposició d'aquest l'actuació del cos policial dels Mossos d'Esquadra».

### Acusació contra 2 dels CDR
El 10 d'abril de 2018, en un moment de fortes mobilitzacions de protesta independentista catalana contra la repressió espanyola, arran de la detenció recent del president Carles Puigdemont a Alemanya, es dictà orde d'arrest contra Tamara Carrasco, membre del Comitè de Defensa de la República (CDR) de Viladecans, i Adrià Carrasco, membre del CDR d'Esplugues de Llobregat, per presumpte comissió dels delictes de rebel·lió i terrorisme.
Tamara fou detinguda i traslladada a l'Audiència Nacional espanyola, durant un període de reclusió i incomunicació de 48 hores. Segons el fiscal Carballo, realitzava «activitats de direcció i coordinació en actes de sabotatge» i «formava part d'un reduït equip de direcció que determina les pautes d'actuació i les consignes de mobilitzacions», amb l'objectiu de «traslladar al carrer el procés sobiranista català amb actuacions violentes». A l'escorcoll que realitzaren al seu domicili requisaren caretes de Jordi Cuixart i xiulets de color groc com a proves de delicte. Un cop finalitzà la detenció de 2 dies sortí en llibertat amb càrrecs, però se l'imposà una mesura inèdita, el confinament a la seva ciutat fins al maig de 2019, només podent sortir per a comparèixer setmanalment al jutjat de Gavà. No obstant, Carballo la volgué mantenir en presó incondicional sota l'acusació de rebel·lió i sedició, però el magistrat de reforç del Jutjat Central d'Instrucció núm. 6 Diego de Egea no ho veié pertinent. Dos mesos més tard, tornà a sol·licitar l'ingrés incondicional a presó de Tamara i el jutge De Egea el desautoritzà de nou. El juny El novembre de 2018, l'Audiència Nacional espanyola desestimà el cas per falta de proves i l'envià a un jutjat de proximitat per què investigués els imputats per presumptes desordres públics. Per la seva banda, Adrià aconseguí fugir poc abans de l'arribada de la Guàrdia Civil, evitant així la detenció, i aparegué mesos després com a exiliat polític a Bèlgica. Tot i així, de l'escorcoll al seu domicili la policia s'endugué uns cordills d'espardenya com a elements probatoris.

### Acusació contra 9 dels CDR
El 23 de setembre de 2019 la Guàrdia Civil inicià un nou desplegament policíac sobre Catalunya, sota el nom d'operació Judes, per ordre del jutge Manuel García-Castellón, titular del Jutjat Central d'Instrucció número 6 de l'Audiència Nacional, i l'acusació del fiscal Carballo. L'operatiu comportà la detenció de 9 independentistes vinculats als Comitès de Defensa de la República (CDR) del Vallès Occidental i Osona. 7 d'ells foren traslladats a Madrid en aplicació de la llei antiterrorista sota l'acusació de terrorisme, rebel·lió i tinença d'explosius. Posteriorment, ingressaren en diferents mòduls de la presó de Soto del Real, en règim preventiu i incondicional.